# Пенья, Хуан Мануэль
Хуа́н Мануэ́ль Пе́нья Монта́ньо (исп. Juan Manuel Peña Montaño; род. 17 января 1973, Санта-Крус-де-ла-Сьерра) — боливийский футболист, выступавший на позиции защитника. Известен по выступлениям за клубы «Реал Вальядолид», «Вильярреал» и сборную Боливии. Участник чемпионата мира 1994 года.

## Клубная карьера
Пеья начал карьеру в клубе «Блуминг». Отыграв три сезона он перешёл в колумбийский «Санта-Фе». В новой команде Хуан сразу завоевал место в основе и почти без замен отыграл два сезона. В 1995 году Пенья переехал в Испанию, подписав контракт с клубом «Реал Вальядолид». Вместе с ним в команду пришёл его партнёр по национальной команде Марко Санди, который по окончании сезона вернулся на родину. Хуан выступал за «Вальдолид» на протяжении 9 сезонов и стал одним из рекордсменов команды по количеству матчей. В 2004 году он помог клубу выиграть Кубок Интертото. В том же году «Вальдолид» вылетел из Ла Лиги и Пенья присоединился к «Вильярреалу». 22 сентября 2004 года в матче против «Севильи» он дебютировал за новую команду, заменив во втором тайме Кике Альвареса.
В 2007 году Хуан перешёл в «Сельту». 21 сентября в матче против «Эйбара» он дебютировал в Сегунде. По окончании сезона Пенья покинул Испанию и принял предложение американского «Ди Си Юнайтед». 4 апреля в поединке против «Нью-Ингланд Революшн» он дебютировал в MLS. Летом того же года Пенья завершил карьеру.

## Международная карьера
В 1991 году Пенья попал в заявку национальной команды на участие в Кубке Америки. 16 июня в матче группового этапа против сборной Парагвая он дебютировал за сборную Боливии в возрасте 18 лет. 11 октября 2003 года в поединке против команды Гондураса Пенья забил свой первый гол за сборную. В 1994 году Хуан принял участие в чемпионате мира в США. На турнире он сыграл в матче против сборной Испании. В 1997 году Пенья помог сборной завоевать серебряные медали домашнего Кубка Америки.
В 2007 году в возрасте 34 лет Хуан принял участие в своём седьмом розыгрыше Кубка Америки. На турнире он сыграл в матчах против сборных Венесуэлы, Уругвая и Перу.

### Голы за сборную Боливии
| #   | Дата            | Место                       | Противник | Счёт | Результат | Соревнование      |
| --- | --------------- | --------------------------- | --------- | ---- | --------- | ----------------- |
| 01. | 11 октября 2003 | РФК Стэдиум, Вашингтон, США | Гондурас  | 1:0  | 1:0       | Товарищеский матч |

## Достижения
Командные
«Реал Вальядолид»
- Победитель Кубка Интертото: 2004

Международные
Боливия
- Серебряный призёр Кубка Америки: 1997